# Marquesado de Morbecq
El Marquesado de Morbecq es un título nobiliario español creado el 20 de marzo de 1629 en Flandes por el rey Felipe IV a favor de Juan de Montmorency Saint Omer, que ostentaba los títulos flamencos de I príncipe de Robecq, conde de Estaires, vizconde de Aire, embajador de los Estados de Flandes en Madrid.

## Marqueses de Morbecq
| Creación por Felipe IV          | Creación por Felipe IV                | Creación por Felipe IV |
| ------------------------------- | ------------------------------------- | ---------------------- |
| I                               | Juan de Montmorency Saint Omer        | 1629-                  |
| .                               | .                                     |                        |
| Rehabilitación por Alfonso XIII |                                       |                        |
| VI                              | Luis Pérez de Guzmán y Sanjuán        | 1925-1927              |
| VII                             | Manuel Pérez de Guzmán y Sanjuán      | 1927-1977              |
| VIII                            | Juan Manuel Pérez de Guzmán y Carrión | 1981-actual titular    |

## Historia de los Marqueses de Morbecq
- Juan de Montmorency Saint Omer, I marqués de Morbecq.

Rehabilitado en 1925 por:
- Luis Pérez de Guzmán y Sanjuán (1890-1969), VI marqués de Morbecq , V marqués de Lede, sexto hijo de Juan Francisco Pérez de Guzmán y Boza, II duque de T'Serclaes y de su segunda esposa María de los Dolores Sanjuán y Garvey.

1. Casó con María de Begoña Careaga  y Basabe. Le sucedió, en 1927,su hermano:

- Manuel Pérez de Guzmán y Sanjuán (1896-1977), VII marqués de Morbecq.

1. Casó co María de las Mercedes Carrión y Santa Marina. Le sucedió, en 1981, su hijo:

- Juan Manuel Pérez de Guzmán y Carrión (n. en 1942), VIII marqués de Morbecq.